# 京丹波町町営バス

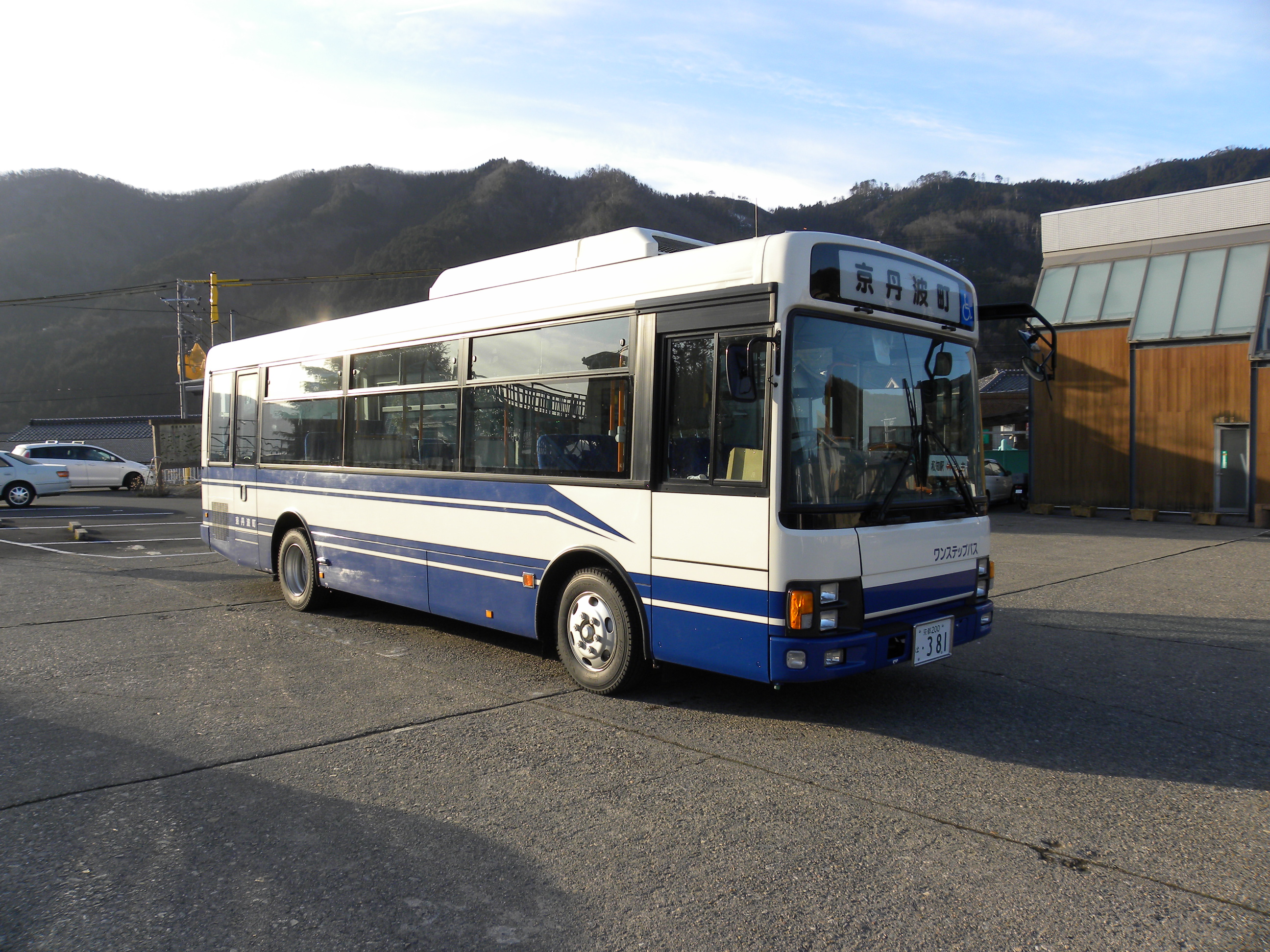
京丹波町町営バスの車両（2011年）

京丹波町町営バス（きょうたんばちょうちょうえいバス）は、京都府船井郡京丹波町が運行するコミュニティバスである。市町村合併に伴い、2006年5月より「京丹波町町営バス」としての運行を開始した。運行形態は、自家用自動車（白ナンバー車）による有償運送である。

## 概要
京丹波町では、合併前の旧瑞穂町が運行していた瑞穂町町営バス（みずほちょうちょうえいバス）、旧和知町が運行していた和知町町営バス（わちちょうちょうえいバス）、及び旧丹波町が運行していた町民バス（無償）を、合併後もほぼそのまま引き継いで運行していた。が、合併後半年程経ってからこれらを有償の町営バスに一元化し、京丹波町町営バスとした。

## 沿革
- 1986年9月1日 - 【瑞穂町】国鉄バス小野線、戸津川線の廃止による代替として、瑞穂町町営バス運行開始[3]。
  - 運行開始当時の路線は、小野線（桧山 - 小野）、戸津川線（桧山 - 戸津川）の2路線。
- 1989年10月1日 - 【和知町】京都交通の路線廃止による代替として、和知町町営バス運行開始[4]。
  - 運行開始当時の路線は、 仏主線（和知駅 - 仏主）、長瀬線（和知駅 - 大野ダム）、才原・大簾線（和知中学校 - 大簾 - 才原 - 和知中学校）。うち才原・大簾線は廃止代替でなく自主運行である。
- 1990年4月1日 - 【瑞穂町】西日本JRバス中台線の廃止に伴い、中台線（桧山 - 新北垣内）運行開始[3]。
- 1991年10月1日 - 【瑞穂町】西日本JRバス質美線、猪鼻線の廃止に伴い、質美線（桧山 - 下山駅）運行開始。戸津川線を猪鼻・戸津川線とする[3]。
- 1995年4月29日 - 【瑞穂町】奈良交通からボンネットバス1台を購入、小野線、猪鼻・戸津川線で休日に運行開始[3]。
- 1995年10月1日 - 【瑞穂町】西日本JRバス鎌谷線の廃止に伴い、鎌谷線（桧山 - 鎌谷奥）運行開始[3]。
- 1996年9月1日 - 【瑞穂町】瑞穂病院線（桧山 - 瑞穂病院）運行開始（自主運行）。質美線を北久保経由に変更[3]。
- 2005年10月11日 - 丹波町、瑞穂町、和知町の合併による京丹波町発足により、瑞穂町、和知町の町営バス及び丹波町の町民バスを引き継ぐ。
- 2006年5月1日 - 旧3町の町営バス、町民バスを一元化して京丹波町町営バス運行開始[2]。
  - 丹波桧山線（京丹波町役場前 - 桧山）、丹波和知線（京丹波町役場前 - 和知駅）新設。須知高校線（和知駅 - 須知高校）及び中台線の一部（桧山 - グリーンランドみずほ）は廃止。
  - 開始当初は土曜も全休だった。
- 2007年4月1日 - ダイヤ改正。椿坂、ひかり小学校下バス停新設。質美線の北久保口バス停を廃止、近くに知野辺天神前バス停新設[5]。
- 2010年4月1日 - ダイヤ改正。土曜日の運行を開始[6]。
- 2011年4月1日 - ダイヤ改正。桧山和知線新設[7]。
- 2020年10月1日 - ダイヤ改正。丹波日吉線新設[8][9]。
- 2021年4月1日 - 全区間で料金が一律200円となった[10]。

## 運賃・ダイヤ
- 運賃は全区間均一200円である[10]。12歳未満の子供は半額で、大人同伴の6歳未満の幼児は無料。11枚券片で10回分の料金の回数券もある[11]。
  - 定期券は通勤用と、通学及び通園用とがあり、いずれも期間が1ヵ月、3ヵ月、6ヵ月のものがある[11]。
- 日曜・祝日及び年末年始（12月29日 - 1月3日）は運休。

## 路線

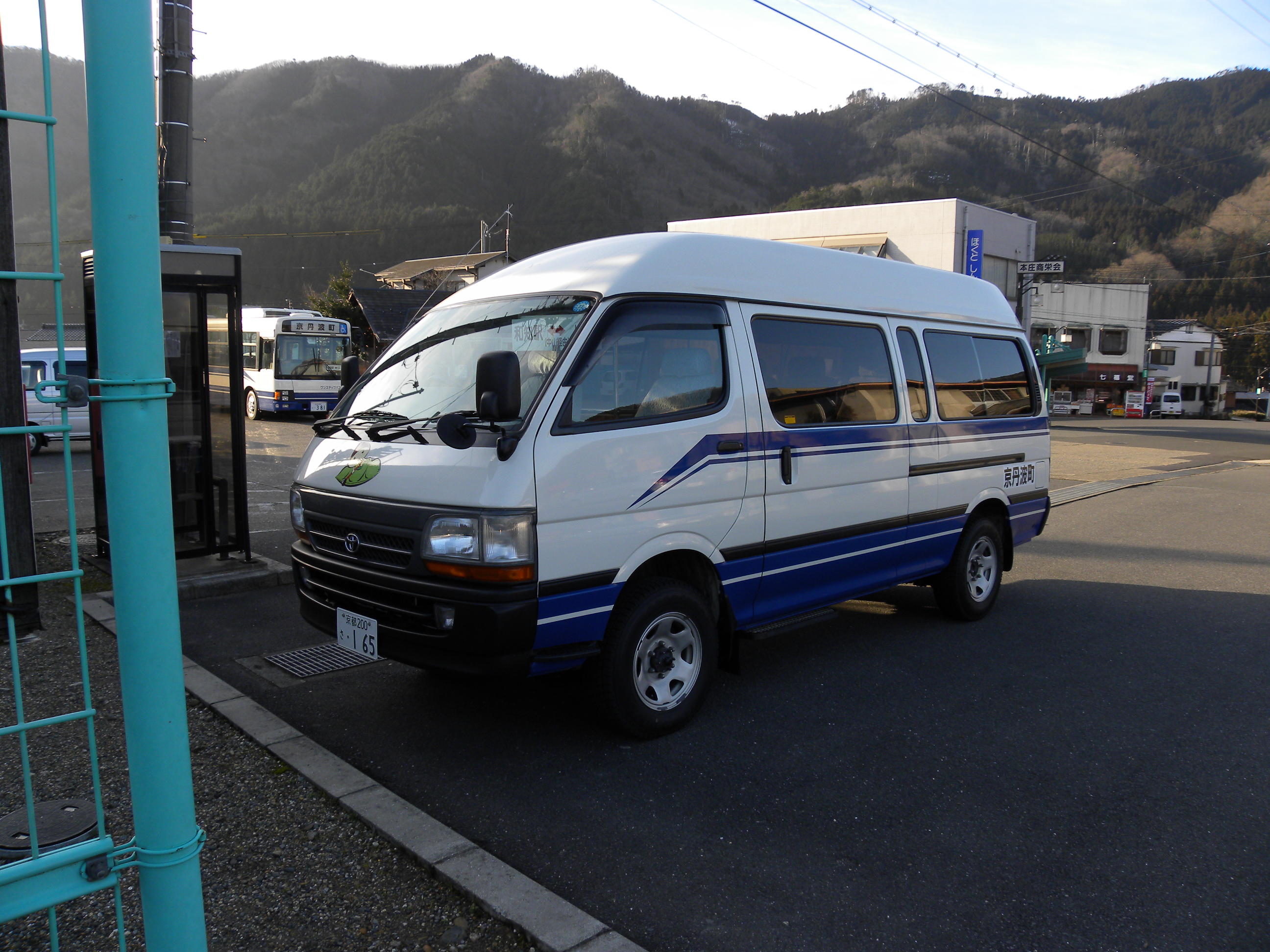
京丹波町町営バスの車両（2011年）

以下の路線がある。※2024年(令和6年)4月1日時点、（）内は一部便のみ経由、＜停留所名／停留所名＞はどちらかの選択経由
丹波日吉線（この路線のみ日、祝日運行）
- G50 京丹波町役場 - 味夢の里 - 丹波マーケス - 上野町営住宅前 - 蒲生 - 実勢公民館前 - 胡麻駅 - 明治国際医療大学 - 日吉駅

丹波和知線
- W20 丹波マーケス - （（味夢の里 - ）椿坂 - （ひかり小学校前 - ））京丹波町役場前 - （（自然運動公園 - ）自然公園前 - ）須知高校前 - 豊田 - 富田 - 下山駅下 - 中山 - 升谷橋 - 和知中学校前 - 和知駅
  - この他に、ひかり小学校前 - 須知高校前 - 豊田 - 富田間（役場不経由）のスクール便（休校日運休）がある。

高原下山線
- M72 京丹波町役場前 - （ひかり小学校前 - 椿坂 - （味夢の里 - ））丹波マーケス - 蒲生 - みのりが丘 - 実勢公民館前 - 国道富田 - （→尾長野→わらび→下山駅下→上新田→）下山駅
  - この他に、ひかり小学校前 - みのりが丘 - 実勢公民館前（→市森）間（左記以外不経由）のスクール便（休校日運休）がある。

丹波桧山線
- 19 京丹波町役場前 - 丹波マーケス - 椿坂 - （味夢の里 - ）塩谷古墳公園前 - （森 - 元安井 - 光久 - 塩田谷口 - 森 - ）曽根 - 新北垣内 - 京丹波町病院前 - 桧山
  - この他に、ひかり小学校前 - 森 - 元安井 - 光久 - 塩田谷口間のスクール便（休校日運休）がある。

竹野線
- 26 京丹波町役場前 - （ひかり小学校前 - 椿坂 - （味夢の里 - ））丹波マーケス - （市森回転場 - ）水戸 - 食彩の工房 - （鎌倉 - ）中村 - 笹尾口 - 笹尾
  - この他に、市森→ひかり小学校前間のスクール便（休校日運休）がある。

小野鎌谷線
- 16 桧山 - 京丹波町病院前 - 丹波和田 - 道の駅さらびき - 作業場前 - 小野 - 作業場前 - 井尻 - 坂井 - 花ノ木 - 東又公民館前 - 宮の前 - 鎌谷奥 
  - スクール便（休校日運休）は桧山 - 小野 - 井尻間と桧山 - 病院前 - （直行） - 坂井 - 鎌谷奥間とに分割して運行している。

質美線
- M12 桧山 - 京丹波町病院前 - 丹波和田 - 妙楽寺 - 丹波三ノ宮 - 水呑 - （十倉 - ） 質美 - 下村（ - 北久保）（ - 下山駅）

猪鼻戸津川線
- 13 桧山 - 京丹波町病院前 - 丹波和田 - 妙楽寺 - 丹波三ノ宮 - （→猪鼻→加用口→深山口→猪鼻→丹波三ノ宮→）質志 - 鍾乳洞口 - 戸津川（ - 戸津川公民館※） 
  - ※現在戸津川 - 戸津川公民館を運行する便はない。

桧山和知線
- W10 桧山 - 京丹波町病院前 - 豊田 - 富田 - 国道下山 - 中山 - 升谷橋 - 和知中学校前 - 和知駅

仏主線
- W41 和知駅 - 和知中学校前 - 升谷橋 - 篠原 - 下乙見 - 下粟野 - （西河内 - ）山の家前 - 仏主

長瀬線
- W31 和知駅 - 和知中学校前 - ＜升谷橋／大倉文化センター前＞ - 篠原 - （大迫公民館前←）大迫 - 塩谷口 - （塩谷 - ）長瀬（ - 大野ダム）
  - 大倉文化センター前・大迫公民館前・塩谷経由便は月耀・木曜のみの運行（祝日は運休）。

才原大簾線
- W63 和知駅→和知→須川橋→大井川→安栖里→改善センター前→広野→大簾口→大簾→大簾口→（立木駅→）才原→広瀬→角→安栖里→大井川→須川橋→和知→和知駅（→町道中学校前→和知駅）
  - この他に、大簾口→広野→改善センター前→（直行）町道中学校前間と、才原→広瀬→和知→（直行）町道中学校前間のスクール便（休校日運休）がある。立木駅経由は休校日運休の便のみ。

坂原経由
- W63 和知駅 - 和知 - 須川橋 - 坂原 - 安栖里 - 角 - 上広瀬 - 才原 
  - 火曜・金曜のみの運行（祝日は運休）。

上乙見線
- W45 和知駅 - 和知中学校前 - 升谷橋 - （中山 - ）篠原 - （大迫 - 塩谷口 - 塩谷 - （→長瀬→））下乙見 - 上乙見

道の駅和線
- W75 和知駅 - 道の駅和

## 車両
塗装は一部を除き旧和知町の塗装。方向幕は使用せずステッカー差しにプレートを差している。
中型バス
- 三菱ふそう・エアロミディ（MK,S）
- 日野・レインボー（RR,Ⅱ）
- いすゞ自動車・エルガミオ、ガーラミオ

小型バス
- 日野・ポンチョ、リエッセ
- 三菱ふそう・ローザ

ワゴン
- トヨタ・ハイエース

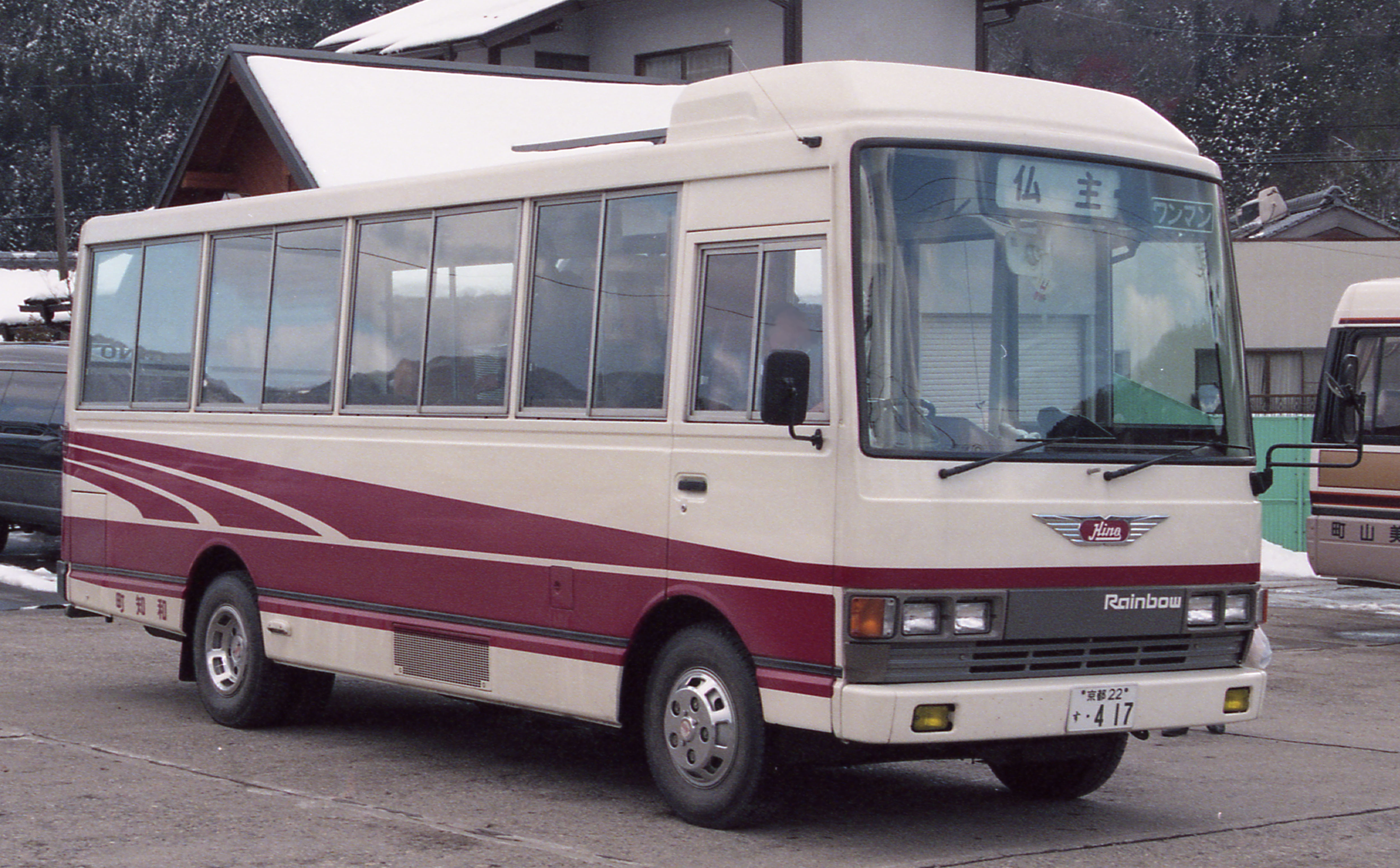
和知町町営バス当時の車両（1996年）
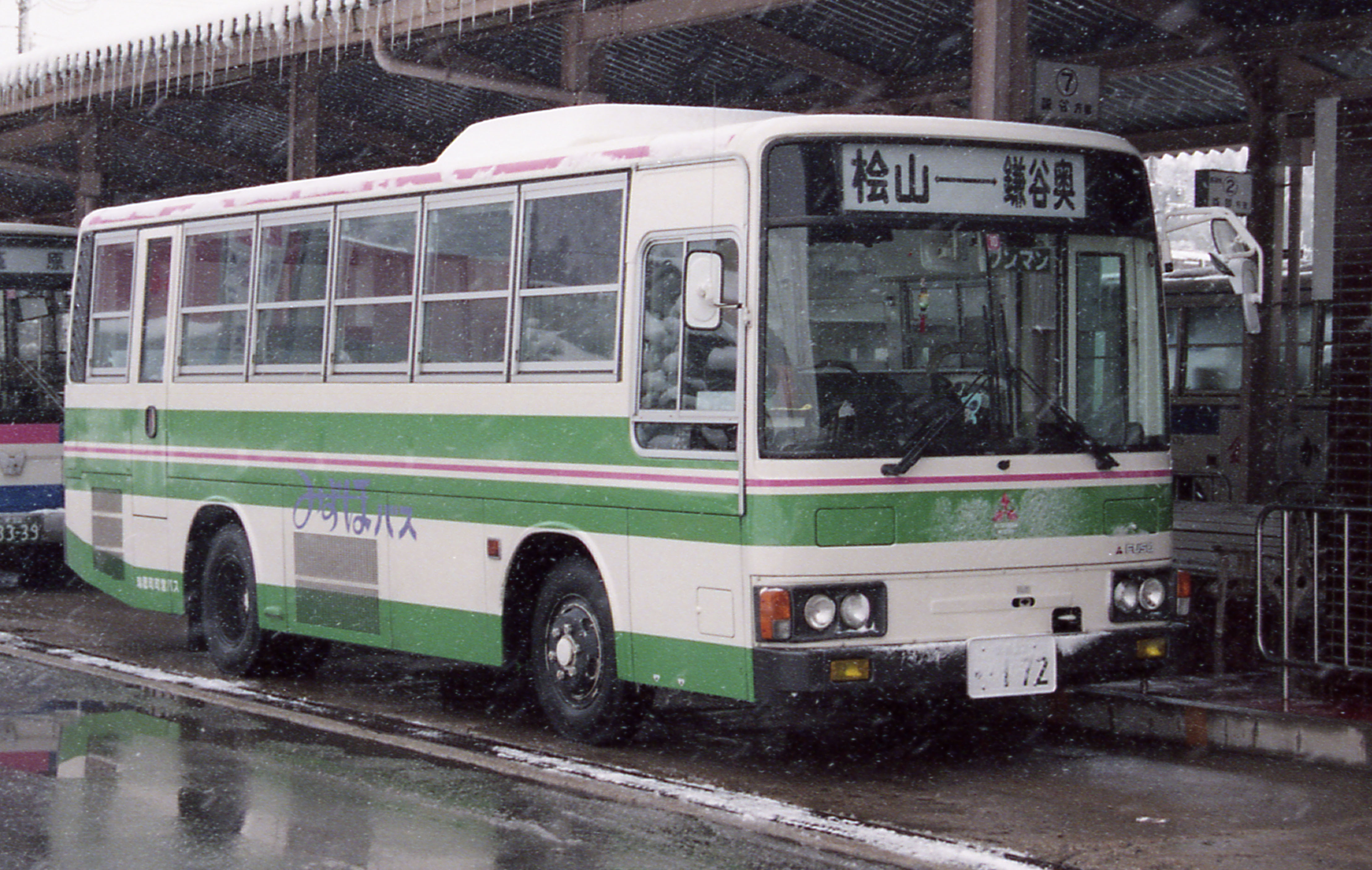
瑞穂町町営バス当時の車両（1996年）
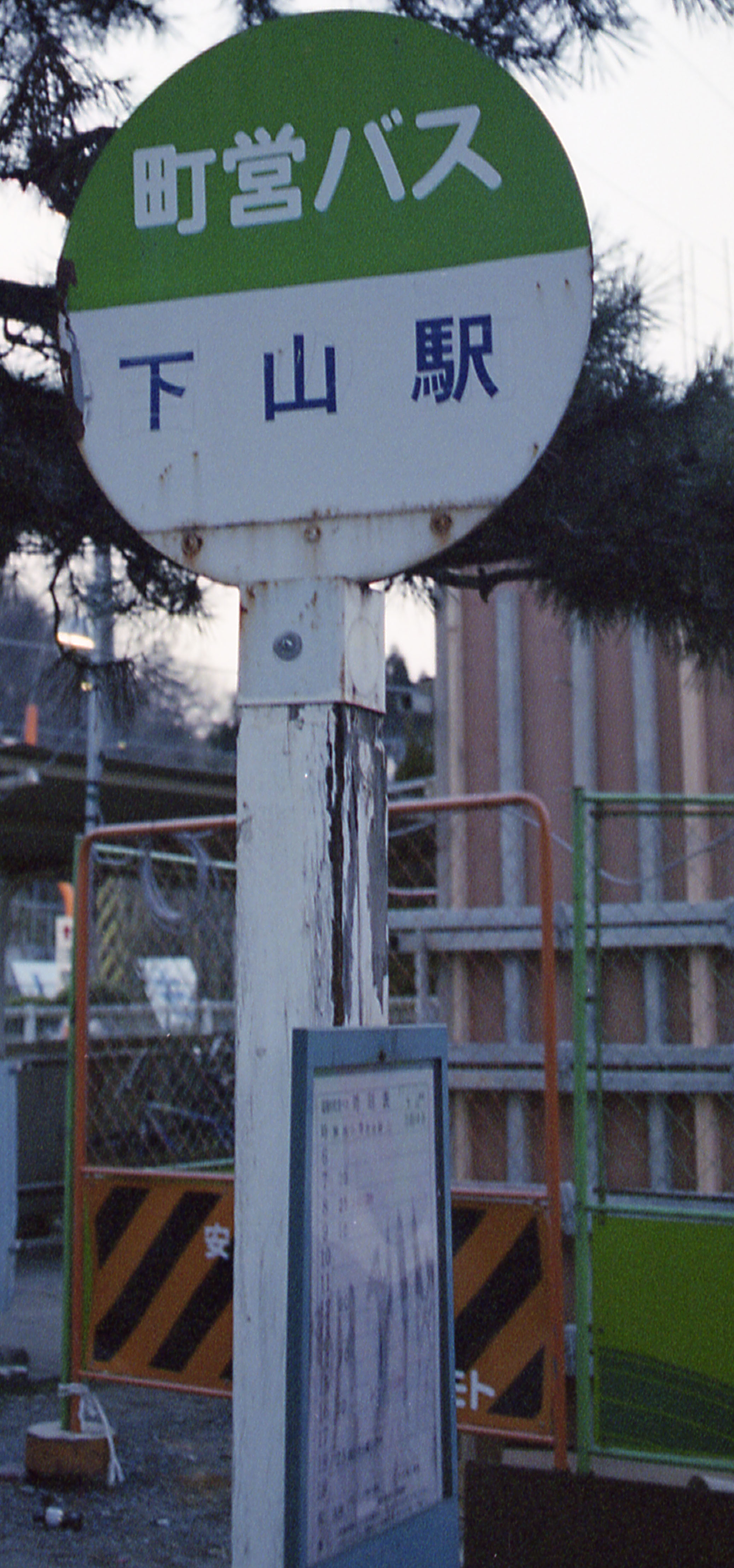
瑞穂町町営バス当時のバス停